# The Word Alive
The Word Alive is een Amerikaanse metalcoreband geformeerd in Phoenix, Arizona.

## Biografie
De band werd opgericht in 2008 door vocalist Craig Mabbitt van Escape the Fate en de gitaristen Zack Hansen en Tony Pizzuti van Clouds Take Shape en Calling of Syrens. Later werden bassist Nick Urlacher, toetsist Dusty Riach en drummer Tony Aguilera gerekruteerd. De band nam meerdere nummers op, maar het was lastig iets van de grond te krijgen door het drukke schema dat Mabbitt had met Escape the Fate. Om die reden werd dan ook besloten Mabbitt te vervangen door Tyler Smith, die eerder in bands als In Fear and Faith en Greeley Estates had gespeeld. Mabbitt gaf in een later statement aan ongelukkig te zijn met de beslissing die buiten hem om door de andere bandleden gemaakt was.
2009-2011 Deceiver
In maart 2009 tekende de band een contract bij Fearless Records, via wie ze hun door Andrew Wade geproduceerde debuut ep Empire uitbrachten. Ter promotie toerden ze vervolgens met bands als Silverstein, We Came as Romans, I See Stars en A Skylit Drive. In februari 2010 werd drummer Tony Aguilera uit de band gezet en vervangen door Justin Salinas, omdat Tony Aguilera naar eigen zeggen enkele kleine foutjes had gemaakt op het podium. Andrew Wade produceerde later dat jaar ook het debuutalbum van de band,  Deceiver. en in de zomer van 2010 was de band onderdeel van de Vans Warped Tour.
2012-2013 Life Cycles
Begin 2012 zou de band opnieuw de studio in duiken, ditmaal met producer Joey Sturgis, maar dit proces werd verstoord door het vertrek van Dusty Riach en Justin Salinas. Op 3 juli bracht de band dan toch haar tweede album, Life Cycles, uit. Ter promotie ging de band op pad als voorprogramma van Parkway Drive voor zowel de Europese als Noord-Amerikaanse Atlas Tour. Tijdens deze tour deelden zij het podium met bands als While She Sleeps, Structures en Veil of Maya. In mei 2013 waren ze samen met Our Last Night het voorprogramma van de Britse tour van Sleeping With Sirens. Later dat jaar toerden ze ook nog met Killswitch Engage, Miss May I, Darkest Hour en Affiance voor de Disarm the Descent U.S Tour. Ze beëindigden het jaar met de Started From The Bottom Now We Here Tour, waarvan ze samen met I See Stars het hoofdprogramma waren.
2014 Real
Begin 2014 toerde de band met de Unconditional Tour, samen met bands als Beartooth, Hands Like Houses en Memphis May Fire. Op 10 juni bracht de band vervolgens haar door Cameron Mizell en John Feldman geproduceerde derde album, Real, uit. Het is het eerste album waarop Luke Holland, de uiteindelijke vervanger van Salinas, te horen is. Later dat jaar was de band het hoofdprogramma van een eigen tour, waarbij de support verzorgd werd door bands als Myka, Relocate, The Dead Rabbitts, Our Last Night en The Color Morale.
2015-2017 Dark Matter
In maart 2015 was de band samen met Born of Osiris en Secrets het voorprogramma van The Devil Wears Prada voor hun Zombie 5 Tour. In mei trok de band vervolgens richting Azië, waar ze shows gaven in Hong Kong, Taipei en Bangkok. Ook stonden ze op 25 april voor 30.000 toeschouwers op het Pulp Summer Slam festival in de Filipijnen. Hierna toerde de band als co-headliner met Chelsea Grin en Like Moths to Flames. In de zomer nam de band een kortstondige pauze, die ze aanwenden om te werken aan nieuw materiaal. Na hun zomerpauze gingen ze opnieuw mee als voorprogramma van Parkway Drive, ditmaal voor het Australische deel van hun tour. Ze eindigden het jaar 2015 met de Apollo X Tour, naast de bands Motionless in White en The Devil Wears Prada. Bij deze laatste tour ging het echter gruwelijk mis voor Tyler Smith, die zijn rug en meerdere ribben brak nadat hij van het podium afsprong. Ondanks de blessure miste Smith geen enkel optreden. Nadat op 18 maart 2016 het vierde album van de band uitgebracht was, kondigde de band een tour door Noord-Amerika aan, waarbij ze ondersteund zouden worden door Fit for a King en Out Came the Wolves. Later dat jaar vergezelden ze I Prevail voor hun Rage on Stage Tour, waar ook Escape the Fate en We Came as Romans aan deelnamen.
2018-2019 Violent Noise
Op 4 mei 2018 bracht de band haar vijfde studioalbum, Violent Noise, uit, met Matt Horn als nieuwe permanente drummer, nadat Holland de band verlaten had in de hoop nieuwe muzikale uitdagingen te vinden. Ter promotie ging de band samen met Thousand Below, A War Within en Ded mee als voorprogramma van de Hard Feelings Tour van Blessthefall. Ook werkte de band mee aan het nummer Rise dat de officiële themesong van het Wereldkampioenschap League of Legends 2018. Ter ere van het 10-jarig jubileum van hun debuutalbum Deceiver toerde de band door Noord-Amerika als co-headliner, naast Miss May I.
2020 Monomania
Op 21 februari bracht de band haar zesde studioalbum, Monomania, uit.

## Bezetting
| Huidige formatie - Zack Hansen – gitaar, achtergrondvocalen (2008–heden); keyboards, programmering (2012–heden) - Tony Pizzuti – gitaar, achtergrondvocalen (2008–heden); keyboards, programmering (2012–heden) - Tyler Smith – leidende vocalen (2008–heden) - Matt Horn – drums, percussie (2018–heden) | Voormalige leden - Craig Mabbitt – leidende vocalen (2008) - Tony Aguilera – drums, percussie (2008–2010) - Nick Urlacher – bas (2008–2010) - Dusty Riach – keyboards, programmering (2008–2012) - Justin Salinas – drums, percussie (2010–2012) - Luke Holland – drums, percussie (2012–2016) - Daniel Shapiro – bas (2011–2017); achtergrondvocalen (2015–2017) |

Tijdlijn

## Discografie
Albums
| Jaar | Album details                                                                                       | Hoogste notering in de hitlijsten | Hoogste notering in de hitlijsten | Hoogste notering in de hitlijsten | Hoogste notering in de hitlijsten | Hoogste notering in de hitlijsten |
| Jaar | Album details                                                                                       | US 200                            | US Hard Rock                      | US Indie                          | AUS                               | UK                                |
| ---- | --------------------------------------------------------------------------------------------------- | --------------------------------- | --------------------------------- | --------------------------------- | --------------------------------- | --------------------------------- |
| 2010 | Deceiver - Uitgebracht: 31 augustus, 2010 - Label: Fearless Records - Formats: cd, download         | 97                                | 14                                | 15                                | —                                 | —                                 |
| 2012 | Life Cycles - Uitgebracht: 3 juli, 2012 - Label: Fearless Records - Formats: cd, download           | 50                                | 5                                 | 7                                 | 30                                | —                                 |
| 2014 | Real - Uitgebracht: 10 juni, 2014 - Label: Fearless Records - Formats: cd, vinyl, download          | 33                                | 4                                 | 7                                 | 11                                | 28                                |
| 2016 | Dark Matter - Uitgebracht: 18 maart, 2016 - Label: Fearless Records - Formats: cd, vinyl, ownload   | 74                                | 7                                 | 5                                 | —                                 | —                                 |
| 2018 | Violent Noise - Uitgebracht: 4 mei, 2018 - Label: Fearless Records - Formats: cd, vinyl, download   | 79                                | 25                                | 2                                 | —                                 | —                                 |
| 2020 | Monomania - Uitgebracht: 21 februari, 2020 - Label: Fearless Records - Formats: cd, vinyl, download |                                   |                                   |                                   |                                   |                                   |

Ep's
| Jaar | Album details                                                                                    |
| ---- | ------------------------------------------------------------------------------------------------ |
| 2008 | The Word Alive - Uitgebracht: 3 november, 2008 - Label: Zelf-uitgebracht - Formats: cd, download |
| 2009 | Empire - Uitgebracht: 21 juli, 2009 - Label: Fearless Records - Formats: cd, download            |